# Carlos César Gutiérrez Macías
Carlos César Gutiérrez Macías (* 12. März 1910 in Mexiko-Stadt; † 7. Februar 1985 ebenda) war ein mexikanischer Botschafter.

## Leben
Carlos César Gutiérrez Macías trat am 1. Juni 1926 in den auswärtigen Dienst und war 1930 am Konsulat in San Antonio, Texas akkreditiert.
1933 war Carlos César Gutiérrez Macías Konsul in Salt Lake City Utah, wo er 1934 zum Kanzler zweiter Klasse befördert wurde.
1941 wurde Carlos César Gutiérrez Macías Generalkonsul in Yokohama. Der dortige Gesandte war José Luis Amezcua. Im Dezember 1941, als Mexiko Japan den Krieg erklärt hatte, wurde das Personal der Gesandtschaft von der japanischen Polizei verhaftet.
Von 1942 bis 1943 war er wieder Konsul in Salt Lake City Utah, wo zahlreiche Beschwerden von Brazeros (angelernten Arbeitern) über ihre Arbeits- und Lebensbedingungen vorgebracht wurden.
1948 war Carlos César Gutiérrez Macías Geschäftsträger in Norwegen.
Am 15. April 1953 nahmen die Regierungen von Mexiko und der Philippinen diplomatische Beziehungen miteinander auf. Am 17. September 1953 eröffnete Carlos Gutiérrez Macías in Manila die mexikanische Botschaft. Auf seinem Posten in Neu-Delhi war er auch bei den Regierungen von Afghanistan und Sri Lanka akkreditiert.
| Vorgänger | Amt                                                                            | Nachfolger                      |
| --- | ------------------------------------------------------------------------------ | ------------------------------- |
| 1920 Vicecónsul Santiago Suárez 1920–1923: Cónsul General Alejandro Carrillo 1923–1925 Cónsul General Fenando 1935–1937: Canciller Hideo Furuya 1937–1939: Cónsul Santiago Suárez 1939: Canciller Hideo Furuya 1939–1941 Cónsul Bernardo Bátiz B. | Mexikanisches Generalkonsulat in Yokohama 1941                                 | —                               |
| — | Mexikanischer Botschafter in Manila 15. April 1953 bis 29. November 1961       | José Muñoz Zapata               |
| Agustín Leñero Ruiz | Mexikanischer Botschafter in Helsinki 5. Juni 1963 bis 1. April 1964           | Carlos Véjar Lacave             |
| Agustín Leñero Ruiz | Mexikanischer Botschafter in Stockholm 5. Juni 1963 bis 10. Dezember 1968      | Daniel Escalante y Ortega       |
| Octavio Paz Lozano | Mexikanischer Botschafter in Neu-Delhi 9. Dezember 1968 bis 1969               | Pedro González-Rubio Sánchez    |
| Luis Franco Todoberto | Mexikanischer Botschafter in Neu-Delhi 18. September 1975 bis 16. Mai 1977     | José Antonio Lara Villareal     |
| Juan Pellicer López | Director General del Ceremonial de la Secretaría de Relaciones Exteriores 1976 | Francisco Eduardo del Río López |